# 내동중학교 (경기)
내동중학교(內洞中學校)는 대한민국 경기도 부천시 오정구 내동에 위치한 공립 중학교이다.

## 학교 연혁
- 1985년 12월 18일 : 내동중학교 설립인가(15학급)
- 1986년 3월 1일 : 초대 권순방 교장 취임
- 1986년 3월 5일 : 제1회 입학식(5학급)
- 1989년 2월 15일 : 제1회 졸업식(졸업생 322명)
- 1994년 2월 10일 : 가치관교육자료집 및 교지 창간
- 1997년 11월 5일 : 체육관(청람관) 완공
- 2000년 8월 16일 : 급식소, 예절실 신축
- 2005년 3월 1일 : 부천교육청지정 연구시범학교(교육과정) (~2007.02.28)
- 2009년 3월 1일 : 교육과학기술부지정 교원능력개발평가 선도학교 (~2010.02.28)
- 2009년 3월 2일 : 교과교실 6실 조성
- 2017년 2월 9일 : 제29회 졸업식(145명, 10,906명)
- 2020년 9월 1일 : 제13대 박경준 교장 취임
- 2023년 1월 6일 : 제35회 졸업식(84명 3학급)
- 2023년 3월 2일 : 제38회 입학식(53명 2학급)

## 참고 자료
- 내동중학교 - 한국교육학술정보원 학교알리미